# Al-Marrakushi (månkrater)
Al-Marrakushi  är en liten isolerad nedslagskrater som ligger i den östra delen av Mare Fecunditatis på månen. Den är en cirkulär, symmetrisk formation med inre kraterväggar som sluttar ned mot mittpunkten. Till nordöst är den framträdande kratern Langrenus. Månhavet (eng. Lunar mare) nära Al-Marrakushi är markerat av material som blev utkastat från dess större grannar när dessa bildades. 
Kratern identifierades som Langrenus D tills den gavs ett namn av IAU. Den döptes efter den marockansk-arabiske matematikern, astronomen och islamologen Ibn al-Banna al-Marrakushi (cirka 1256-cirka 1321).